# Pammal
Pammal è una suddivisione dell'India, classificata come town panchayat, di 49.744 abitanti, situata nel distretto di Kanchipuram, nello stato federato del Tamil Nadu. In base al numero di abitanti la città rientra nella classe III (da 20.000 a 49.999 persone).

## Geografia fisica
La città è situata a 12° 58' 22 N e 80° 08' 22 E.

## Società

### Evoluzione demografica
Al censimento del 2001 la popolazione di Pammal assommava a 49.744 persone, delle quali 25.402 maschi e 24.342 femmine. I bambini di età inferiore o uguale ai sei anni assommavano a 5.074, dei quali 2.633 maschi e 2.441 femmine. Infine, coloro che erano in grado di saper almeno leggere e scrivere erano 40.407, dei quali 21.651 maschi e 18.756 femmine.